# Roma in Turkije
Met Roma in Turkije (Turks: Türkiye Romanları) worden etnische Moslim-Roma in Turkije - of Turken van Romani afkomst - aangeduid. In Turkije worden de Roma meestal Çingeneler of Şoparlar genoemd, een exoniem dat voor sommige Roma als pejoratief geldt. Het endoniem voor Roma is Romanlar in het Turks. Vergelijkbaar met de Rom zijn Dom in Oost-Anatolië en de Lom (Poşa) in het Zwarte Zeegebied (Turkije) en de Abdalen. De Turkse Roma geloven dat zij de afstammelingen zijn van de Indiase Derwisjen en Bahmani-kooplieden die tussen de 13e en 15e eeuw naar het Ottomaanse Rijk kwamen en soefi-loges stichtten,. Hoewel ze hun tradities in stand hielden, gingen ze ook volledig op in de kemalistische republiek. Ze vervullen militaire dienst, zijn net als de meerderheid soennitisch, spreken dezelfde taal en idoliseren Kemal Atatürk, de grondlegger van het moderne Turkije. Met name de nakomelingen van de Roma die na het einde van de Grieks-Turkse oorlog als gevolg van het Verdrag van Lausanne in 1923 naar het land kwamen, identificeren zich sterk met de Turkse staat
Zoals overal in Europa worden ook in Turkije Roma en taalminderheden met vergelijkbare wortels, zoals de Dom en Lom, benadeeld. Ze lijden onder hoge werkloosheid, slechte medische zorg en minder goede levensomstandigheden. Het percentage schooluitval is met name hoog. Veel meisjes en jongens trouwen nog steeds veel te vroeg. In tegenstelling tot de Koerden eisen de Roma geen autonomie. Ze tonen weinig solidariteit met andere Roma in Europa omdat ze hun lange geschiedenis van vervolging, geloofsovertuigingen of gewoonten niet delen.
Bonsai, een goedkope synthetische drug die snel verslavend werkt, is vooral populair onder de jeugd van Kustepe. Ze verscheen voor het eerst in 2010. Discriminatie en segregatie zijn onmiskenbaar een realiteit, ook al komt openlijk geweld tegen Roma minder vaak voor dan in andere landen.
Het aantal Roma in Turkije is onbekend en de schattingen variëren sterk: van enkele tienduizenden tot 5 miljoen personen. De Raad van Europa schatte het aantal Roma op ongeveer 2.750.000 personen (c. 3,83% van de bevolking), variërend van minimaal 500.000 tot maximaal 5.000.000 personen.
Volgens schattingen van de Raad van Europa wonen er 2,7 miljoen Roma (3,6 procent van de bevolking) in Turkije. Dit is veruit de grootste Roma-gemeenschap in Europa.

## Groepen

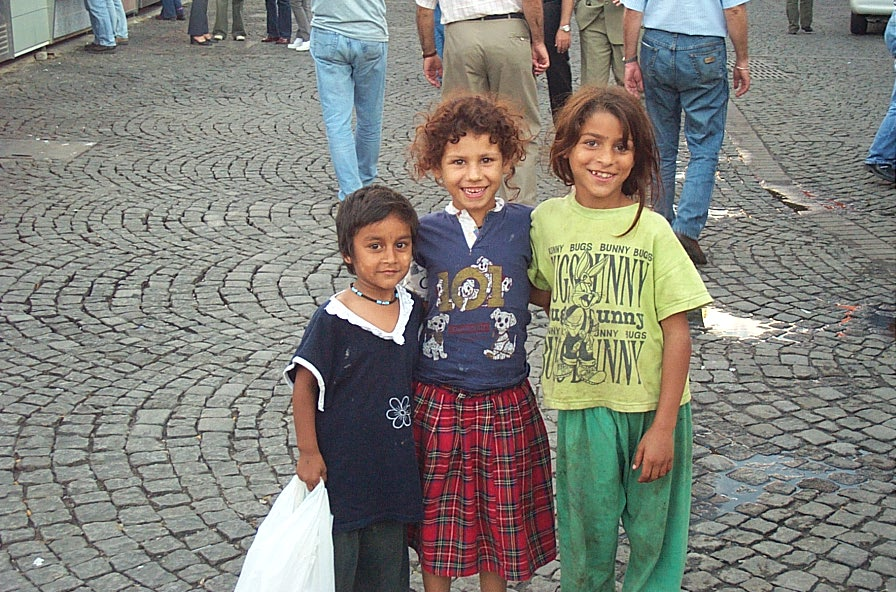
Kinderen in Ortaköy in Istanboel (2000).

De drie grootste zigeunergroepen in Turkije vormen de Roma, de Lom en de Dom. Hoewel deze groepen enkele overeenkomsten vertonen qua levensstijl, bestaan er ook talloze verschillen tussen deze groepen. De Roma (soms 'Şopar' of 'Manuş' genoemd) wonen bijvoorbeeld in het westen van Turkije, d.w.z. de Marmararegio en de Egeïsche Zeeregio. De Lom ('Lomlar' of 'Poşalar') wonen daarentegen in het noorden van het land (de Zwarte Zeeregio), terwijl de Dom (volk) ('Domlar') in Oost-Anatolië en Zuidoost-Anatolië wonen. Hoewel de Abdal (of Teber) niet tot de voornoemde drie belangrijke Roma (zigeunergroepen) behoren, zijn zij een andere groep die in Turkije woont en over het algemeen als zigeuners worden aangezien. Het belangrijkste verschil tussen voornoemde drie Roma-groepen en Abdal is dat de laatste groep de alevitische stroming van de islam volgt en niet de soennitische stroming. De Abdal wonen voornamelijk in Centraal-Anatolië, in provincies zoals Adana, Ankara, Çankırı, Çorum, Isparta, Konya, Kırşehir, Kırıkkale en Tokat. Turken van Roma-afkomst kwamen ook als gastarbeiders naar West-Europa en worden in Duitsland gezien als mensen van Turkse afkomst. Zĳ hebben echter niets gemeen met andere Romagroepen.
Onder de Ottomanen waren ze een gemarginaliseerde maar gerespecteerde gemeenschap, van wie sommigen zeer rijke handelaars, kunstenaars of soldaten waren. In de 20e eeuw werden ze met grotere argwaan bekeken. Ze werden gedwongen zich te assimileren, maar waren tegelijkertijd het slachtoffer van een door de staat georganiseerde stedelijke uitsluiting.
De Roma staan bekend onder verschillende namen in de regio's waarin ze leven, verwijzend naar hun traditionele bezigheden. Zo zijn er de Elekçiler ('zeefmakers'), de Sepetçiler ('mandenvlechters'), de Kalaycıler ('blikslagers'), Demirciler ('ijzerhandelaren'), de Cambazılar ('acrobaten'), de Çiçekçi ('bloemisten'), de Müzisyenler ('muzikanten') en de Arabacılar ('autohandelaren'). De rondtrekkende Roma worden soms 'Çerge' genoemd. De Lom worden vaak 'Poşa' genoemd, terwijl de termen 'Mıtrıp' en 'Karaçi' worden gebruikt om te verwijzen naar de Dom. De Abdals bestaan uit de groepen Aşiret of Beyoğlu. De op het Balkanschiereiland wonende Turkssprekende en islamitische Roma worden 'Horahane', 'Khorakhane', 'Xoraxane', 'Kharokane', 'Xoraxaia' of 'Xoraxai', 'Chorachane', 'Khoraxané', 'Korane', 'Jorajané' genoemd in verschillende spellingen, terwijl de Moslim-Roma die als gevolg van de bevolkingsuitwisseling tussen Turkije en Griekenland naar Turkije zijn uitgeweken 'Mübadil Romanlar' worden genoemd. Veel Turkse Roma-mannen zijn Olieworstelen, een manier voor hen om uit de ellende te komen.
De Hindolar/Hindilers/Hindis zijn een groep momenteel 3.000 mensen in Turkije, waarvan 1.850 in en rond Istanbul en 250 in Ankara. De rest is “verspreid over het hele land”, die beweerden afstammelingen te zijn van Indiase Derwisches en Bahmani-handelaren, die tussen de 13e en 15e eeuw van Hindoestan naar het Ottomaanse Rijk migreerden en soefi-loges oprichtten.
Het is de vraag of het om Turkse Roma gaat die een nieuwe identiteit hebben gevormd, of dat het feitelijk om een aparte groep gaat die ten onrechte aan de Roma wordt toegeschreven, de soefi roma uit üsküdar zeggen het vooral.

## Verspreiding
De Roma leven verspreid over heel Turkije, maar de Marmararegio, de Egeïsche Zeeregio en de Middellandse Zeeregio hebben de hoogste concentratie van Roma.
Er zijn geen exacte gegevens beschikbaar over het aantal Roma in Turkije. De laatste volkstellinggegevens dateren uit 1965 en nadien zijn er geen officiële statistische gegevens hieromtrent beschikbaar. Volgens schattingen leven er - met uitzondering van de nomaden - ongeveer 433.940 tot 3.200.000 Roma in Turkije.
| Provincie District Stad | 2010 (schatting)                        | 2010 (schatting)      | 2010 (schatting) | 2010 (schatting)             | 2010 (schatting)                                                            |
| Provincie District Stad | Totale bevolking                        | Aantal Roma           | %                | Groepen                      | Belangrijke districten/steden/wijken                                        |
| ----------------------- | --------------------------------------- | --------------------- | ---------------- | ---------------------------- | --------------------------------------------------------------------------- |
| Tekirdağ                | 798.109                                 | 27.700                | 3,47             |                              |                                                                             |
| Kırklareli              | 276.647                                 | 6.000                 | 2,17             |                              |                                                                             |
| Edirne                  | 390.428                                 | 50.300 tot 70.000     | 12,88 tot 17,17  |                              |                                                                             |
| Çanakkale               | 490.397                                 | 5.800                 | 1,18             |                              |                                                                             |
| Balıkesir               | 1.152.323                               | 14.500                | 1,26             |                              |                                                                             |
| Bursa                   | 2.605.495                               | 26.570                | 1,02             |                              | Mustafa Kemal Paşa Mahalle, Yenidere Mahalle                                |
| Adapazarı               | 245.458                                 | 6.000                 | 2,44             |                              |                                                                             |
| Istanboel               | 15.519.267 (2019)                       | 480.000               | 3,09             |                              | Çatalca, Arnavutköy, Gaziosmanpaşa, Fatih, Büyükçekmece, Ataşehir, Sulukule |
| İzmit                   | 315.734                                 | 3.000                 | 0,95             |                              |                                                                             |
| İzmir                   | 3.948.848                               | 45.000                | 1,14             |                              |                                                                             |
| Manisa                  | 364.547                                 | 3.000                 | 0,82             | -                            |                                                                             |
| Denizli                 | 527.617                                 | 500                   | 0,09             | -                            |                                                                             |
| Aydın                   | 251.891                                 | 5.400                 | 2,14             | -                            |                                                                             |
| Muğla                   | 817.503                                 | 12.550                | 1,54             | -                            |                                                                             |
| Ankara                  | 4.771.716                               | 13.700                | 0,29             | -                            | Altındağ, Hamamönü                                                          |
| Konya                   | 1.036.027                               | 5.600                 | 0,54             | Roma, Abdal                  |                                                                             |
| Çankırı                 | 80.590                                  | 2.000                 | 2,48             | Abdal                        |                                                                             |
| Eskişehir               | 764.584                                 | 20.000                | 2,62             | -                            |                                                                             |
| Kayseri                 | 950.017                                 | 3.000                 | 0,32             | -                            |                                                                             |
| Kırşehir                | 124.046                                 | 3.000                 | 2,42             | Abdal                        |                                                                             |
| Sivas                   | 354.913                                 | 2.000                 | 0,56             | Poşalar                      |                                                                             |
| Hatay                   | 1.480.571                               | 1.400                 | 0,09             |                              |                                                                             |
| Osmaniye                |                                         | 3.000                 |                  |                              |                                                                             |
| Antalya                 |                                         | 9.000                 |                  |                              |                                                                             |
| Çorum                   |                                         | 2.000                 |                  |                              |                                                                             |
| Tokat                   |                                         | 5.000                 |                  | Abdal                        | Niksar, Çerdigin, Sarıtarla, Hasanbaba                                      |
| Samsun                  |                                         | 5.000                 |                  |                              |                                                                             |
| Zonguldak               |                                         | 1.400                 |                  |                              |                                                                             |
| Adana                   | 1.591.518                               | 8.000                 | 0,50             | Cono                         |                                                                             |
| Ordu                    | 177.707                                 | 620                   | 0,35             |                              |                                                                             |
| Trabzon                 | -                                       | 1.000                 |                  |                              |                                                                             |
| Artvin                  | -                                       | 1.700                 |                  |                              |                                                                             |
| Bayburt                 | 59.002                                  | 200                   | 0,34             |                              |                                                                             |
| Erzurum                 | 769.085                                 | 7.400                 | 0,96             | Poşalar, Şıhbızınlılar       | Şenkaya, Olur                                                               |
| Erzincan                | 213.288                                 | 2.000                 | 0,94             | Poşalar                      |                                                                             |
| Van                     | 459.457                                 | 2.000                 | 0,44             | Mıtırp                       |                                                                             |
| Malatya                 | 469.650                                 | 2.500                 | 0,53             | "Melikan", "Melikli Aşireti" |                                                                             |
| Elazığ                  | 391.811                                 | 1.000                 | 0,26             |                              |                                                                             |
| Diyarbakır              | 1.699.901                               | 15.000                | 0,88             | Dom                          | Hançepek Mahalle                                                            |
| Kahramanmaraş           | -                                       | 3.000                 | -                |                              |                                                                             |
| Gaziantep               | -                                       | 2.500                 | -                | Nizip Aşireti                | Nizip                                                                       |
| Turkije (totaal)        | 73.722.988 (2010) tot 83.154.997 (2019) | 433.940 tot 3.200.000 | 0,59 tot 3,85    | -                            | -                                                                           |

## Turkse Roma-diaspora
Ten tijde van het Ottomaanse Rijk vestigden Islamitische Turkse Roma zich ook in Bulgarije, Roemenië (Dobrogea), Griekenland (West-Thracië), voormalig Joegoslavië, Cyprus en De Krim.
Hun nakomelingen wonen er nog steeds. Van daaruit komen sommigen ook als arbeidsmigranten naar Westerse landen.

## Migratie naar Turkije
Tijdens de bevolkingsuitwisseling tussen Griekenland en Turkije in 1923 verhuisden enkele verschillende Islamitische Roma-groepen uit Griekenland, zoals de Sepetčides (Mandenmakers) en Tütünčides (tabaksarbeiders) naar Turkije en noemden zich Mübadil Romanlar. De tabaksarbeider-Roma uit Griekenland werden actieve leden van de Communistische Partij van Turkije (historisch).
Enkele Turkssprekende moslim-Roma uit Bulgarije migreerden tussen 1878 en 1989 geleidelĳk aan naar Turkije. In 1950-1951 kwamen enkele Islamitische Roma uit Bulgarije naar Turkije en vestigden zich in Çanakkale en omgeving. Van 1953 -1968 emigreerden Islamitische Roma van Joegoslavië naar Turkije.

## Taal
De Roma (en gerelateerde groepen) spraken verschillende dialecten van het Romani, waardoor het Lomavren, Domari, Lomani en Abdoltili, maar spreken tegenwoordig nagenoeg uitsluitend het Turks als moedertaal. De Dom, die in de door overwegend Koerden bevolkte Zuidoost-Anatolië leven, spreken daarentegen het Koerdisch, Arabisch of het Zazaki als eerste taal. Het aantal mensen dat het Romani (en gerelateerde talen) spreekt, is de afgelopen eeuw dramatisch afgenomen; deze talen en dialecten worden met uitsterven bedreigd. Vooral het Lomani, een taal met veel Armeense leenwoorden, wordt ernstig bedreigd en telt slechts een handvol sprekers in de Zwarte Zeeregio.
| Nederlands | Turks | Romani | Domari | Lomani |
| ---------- | ----- | ------ | ------ | ------ |
| Water      | Su    | Pani   | Pani   | Cur    |
| Brood      | Ekmek | Manro  | Menev  | Perez  |
| Kind       | Çocuk | Çave   | Zorta  | Çava   |
| Vlees      | Et    | Maş    | Masi   | Mis    |
| Mens       | İnsan | Manuş  | Munıs  | Mart   |

## Afbeeldingen

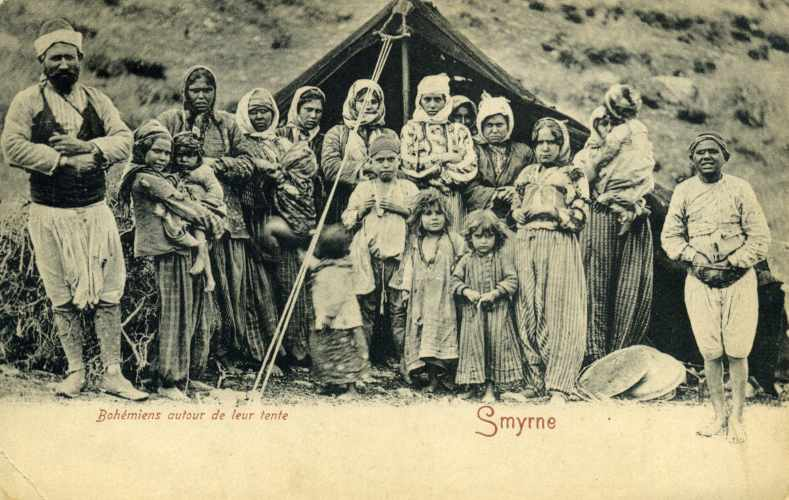
Een Roma-man met zijn vrouwen en kinderen in Smyrna (huidige İzmir), circa 1903
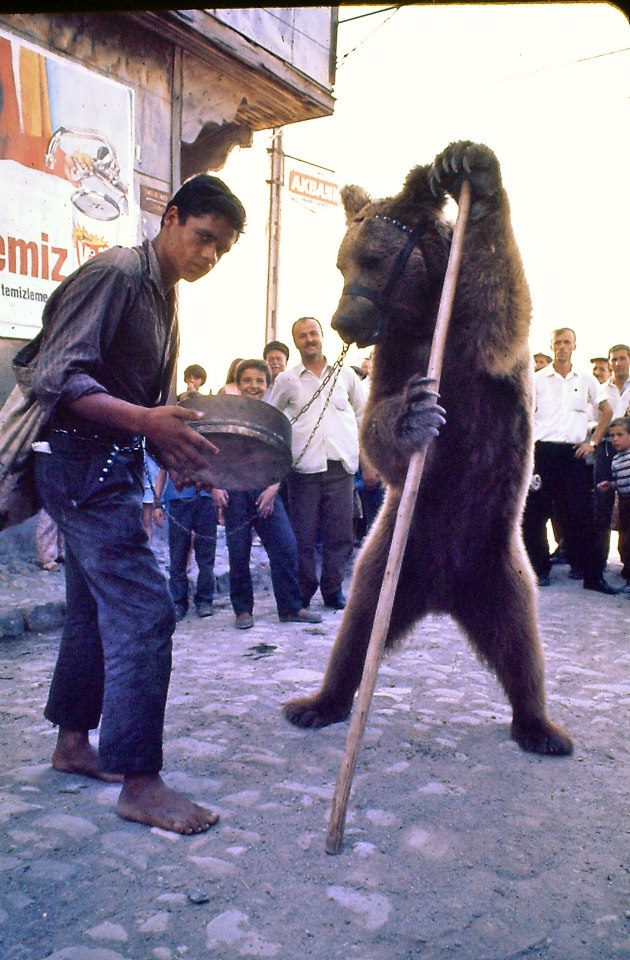
Een zigeuner met zijn dansbeer in Samsun
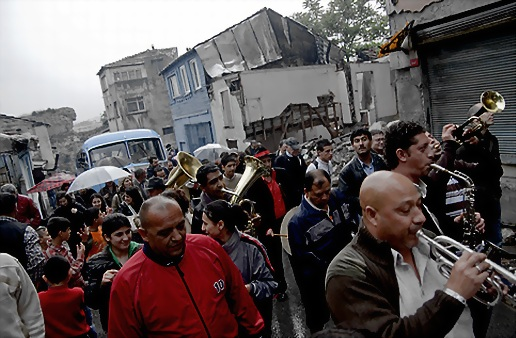
Roma in Istanboel (in 2008).
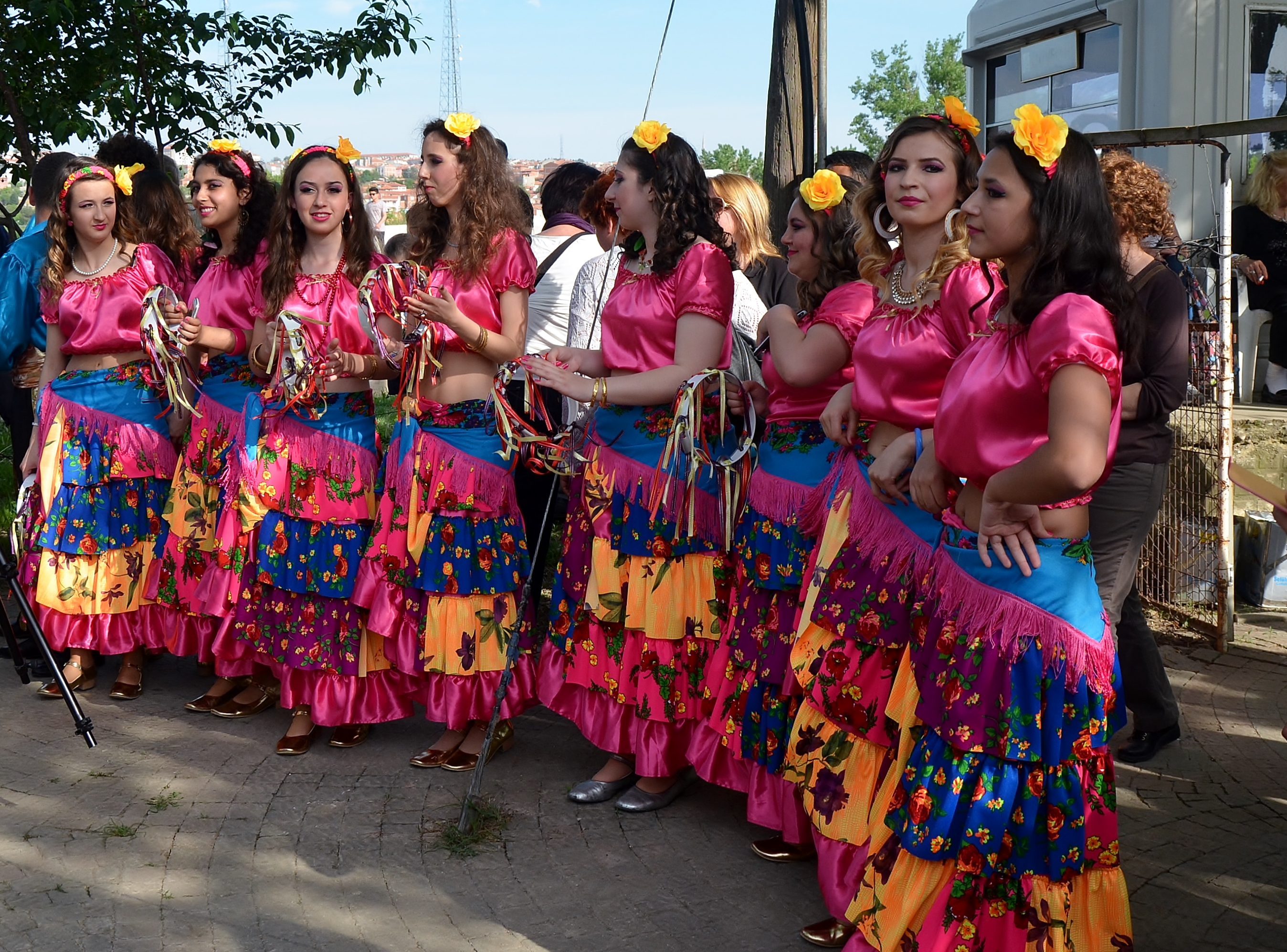
Roma-vrouwen die het Kakava-festival in Edirne vieren (2015).

Albanië · Bosnië en Herzegovina · Bulgarije · Griekenland · Hongarije · Kosovo · Kroatië · Montenegro · Noord-Macedonië · Oekraïne · Polen · Roemenië · Servië · Slovenië · Slowakije · Rusland · Tsjechië · Turkije · Wit-Rusland